# Bassaniana decorata
Bassaniana decorata là một loài nhện trong họ Thomisidae.
Loài này thuộc chi Bassaniana. Bassaniana decorata được Ferdinand Karsch miêu tả năm 1879.